# William Littell Everitt
William Littell Everitt (Baltimore, 14 de abril de 1900 — 6 de setembro de 1986) foi um engenheiro eletrônico estadunidense.
Foi membro fundador da Academia Nacional de Engenharia dos Estados Unidos.